# Älggrässläktet
Älggrässläktet (Filipendula) är ett släkte rosväxter som återfinns i den norra tempererade zonen och innehåller 10 arter. I Sverige finns bara 2 av dessa, nämligen Brudbröd, Filipendula vulgaris och Älggräs, Filipendula ulmaria.
Några arter odlas som prydnadsväxter.

## Beskrivning
Arterna är fleråriga örter med rotknölar eller jordstammar. Bladen är parbladiga med 3–5, eller fler större delblad och mindre delblad mellan dem. Uddbladet är vanligen större än de övriga. Blommorna sitter i mångblommiga knippen. Foderbladen är 5–6. Kronbladen är 5–6, vita, gräddvita, rosa eller purpurröda. Ståndare 20–40, karpellerna 5–10, fria.